# Маркиньош
Маркош Антонио Малашиас Жуниор (на португалски: Marcos Antonio Malachias Junior), по-известен като Маркиньош, е бивш бразилски футболист. Натурализиран национал на България.

## Кариера
В България стартира кариерата си в Беласица (Петрич), където пристига в средата на 2005 г. Преминава в ЦСКА София през май 2007 г., като до лятото на 2011 г. печели един път шампионската титла по футбол на България и два пъти Суперкупата на България – през 2008 и 2011 г. На 31 май 2011 г. прави дебют за националния отбор по футбол на България в приятелски мач срещу Корсика. През лятото на 2011 г. преминава в състава на Анортосис Фамагуста за сумата от 300 000 евро. Година и половина по-късно се завръща в А група, преминавайки в Локомотив (София) като свободен трансфер по време на зимната пауза от сезон 2012/13. През 2014 година договорът на Маркиньос с Локомотив (София) е изтекъл и той се завръща в ЦСКА (София), като свободен агент и подписва договор за 1+1 година. През лятото на 2015 г., след изпадането на ЦСКА (София) във В група, поради липса на лиценз, подписва с Пирин (Благоевград). През лятото на 2016 г. преминава в ПФК Монтана.

## Статистика по сезони
- 2005/2006 Беласица – 13 мача (5 гола)
- 2006/2007 Беласица – 29 мача (12 гола)
- 2007/2008 ЦСКА – 25 мача (1 гол)
- 2008/2009 ЦСКА – 25 мача (2 гола)
- 2009/2010 ЦСКА – 13 мача (4 гола)
- 2010/2011 ЦСКА – 28 мача (9 гола)
- 2012/2013 Локо Сф – 8 мача (1 гол)
- 2013/2014 Локо Сф – 34 мача (18 гола)
- 2014/2015 ЦСКА – 16 мача (2 гола)
- 2015/2016 Пирин – 31 мача (2 гола)
- 2016/2017 Монтана – 15 мача (1 гол)